# ロヴマ (小惑星)
ロヴマ (1427 Ruvuma) は小惑星帯に位置するC型小惑星。南アフリカのヨハネスブルグでシリル・ジャクソンによって発見された。
アフリカ大陸のタンザニアにあるロヴマ川に因んで命名された。